# 航空集団
航空集団（こうくうしゅうだん、英称：Fleet Air Force）は、日本の海上自衛隊の自衛艦隊に属するタイプ管理部隊の一つで、哨戒機や哨戒ヘリコプターを中核とする航空部隊である。諸外国の海軍航空隊に相当する。

## 概要

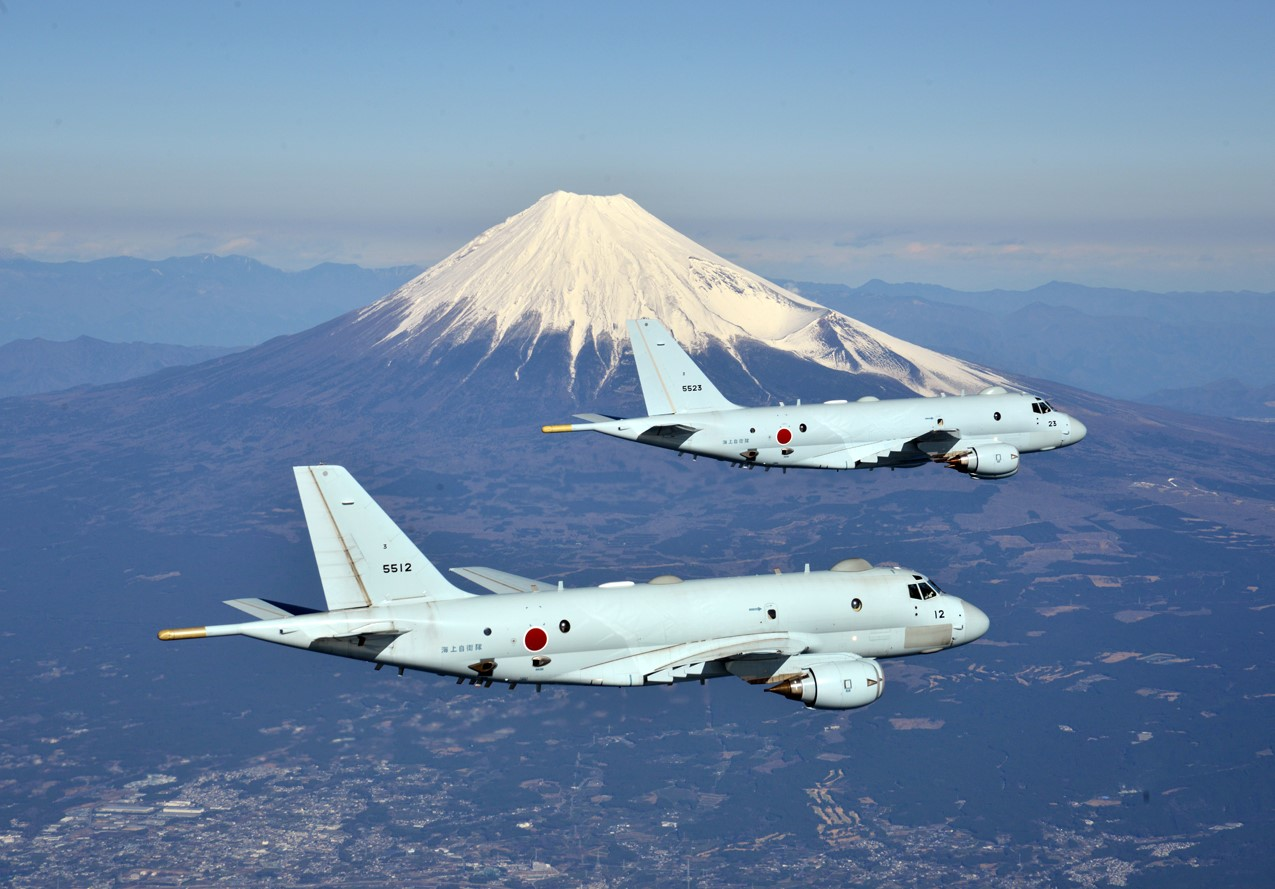
富士山上空を飛行する哨戒機P-1

航空集団司令部は厚木航空基地（神奈川県綾瀬市無番地）におかれており、隷下部隊は航空群（航空群司令部・航空隊・整備補給隊・航空基地隊）を主体とする。航空集団司令官は海将をもって充てられている。航空集団司令官は、専らフォースプロバイダ（練度管理責任者）として隷下の航空部隊の練度管理を行い、有事における航空部隊の運用を行うフォースユーザー（事態対処責任者）たる自衛艦隊司令官や各地方総監に隷下部隊を提供する役目を担っている。
隷下の部隊は日本の領海および排他的経済水域内において哨戒機による航路上の哨戒や不審船の監視等を行っている。また、救難飛行艇や救難ヘリコプターにより洋上救難等の任務も行っている。その他、掃海ヘリコプターや輸送機の部隊も属している。 
なお、操縦士、戦術航空士および航空士の養成は航空集団ではなく、防衛大臣直轄の教育航空集団で行われる。

## 沿革

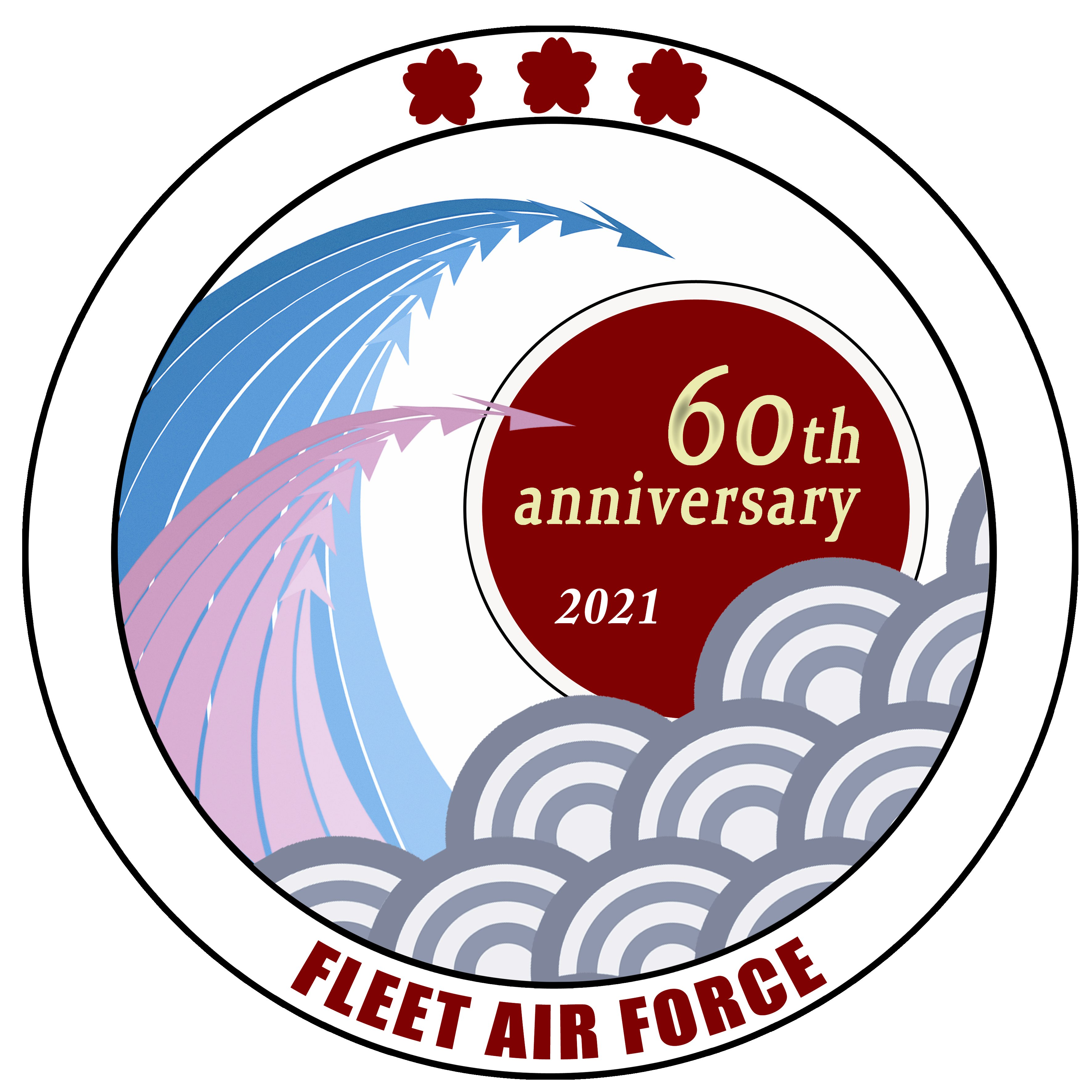
航空集団60周年ロゴマーク

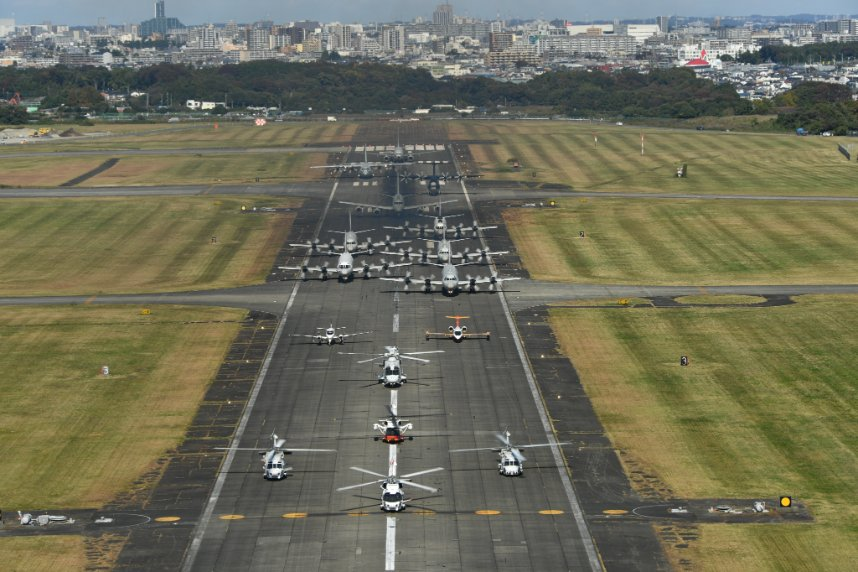
航空集団創設60周年を記念した航空集団所属の全機種によるエレファントウォーク（2021年11月3日）

- 1961年（昭和36年）9月1日：自衛艦隊隷下に「航空集団」を新編。

※ 「鹿屋航空隊」が「第1航空群」に、「八戸航空隊」が「第2航空群」に、「徳島航空隊」が「第3航空群」に、「館山航空隊」が「第21航空群」にそれぞれ改編し、隷下に編入。
※ 新編時の航空集団の編成
- 司令部：下総航空基地
- 第1航空群（司令部・第1航空隊・第3航空隊・第1支援整備隊・鹿屋航空基地隊）
- 第2航空群（司令部・第2航空隊・第13航空隊・第51航空隊・第2支援整備隊・八戸航空基地隊）
- 第3航空群（司令部・第11航空隊・第12航空隊・第3支援整備隊・徳島航空基地隊）
- 第21航空群（司令部・第101航空隊・第21支援整備隊・館山航空基地隊）

- 1962年（昭和37年）9月1日：下総航空基地に「第4航空群」を新編。
- 1969年（昭和44年）7月29日：「第51航空隊」が第4航空群から航空集団直轄へ編成替え。
- 1971年（昭和46年）12月20日：航空集団直轄の「第61航空隊」を新編。
- 1972年（昭和47年）
  - 7月16日：沖縄返還に伴い、航空集団直轄の「臨時沖縄航空派遣隊」を新編。
  - 12月21日：「臨時沖縄航空派遣隊」が廃止、「臨時沖縄航空隊」を新編。
- 1973年（昭和48年）3月1日 ：岩国航空基地に「第31航空群」を新編。「第3航空群」が廃止。
- 1973年（昭和48年）
  - 10月16日：「臨時沖縄航空隊」が廃止。航空集団直轄[3]の「沖縄航空隊」を新編。厚木航空基地に「航空管制隊」を新編。
  - 12月25日：航空集団司令部と第4航空群が下総航空基地から厚木航空基地に移転。
- 1974年（昭和49年）2月16日：下総航空基地に航空集団直轄の「第111航空隊」を新編。
- 1977年（昭和52年）12月27日：八戸航空基地に「航空施設隊」を新編。
- 1981年（昭和56年）
  - 7月15日：「沖縄航空隊」が廃止。「第5航空群」を新編。
  - 10月31日：第51航空隊が厚木航空基地に移転。
- 1987年（昭和62年）12月1日：大村航空基地に「第22航空群」を新編。
- 1989年（平成元年）9月1日：第111航空隊が岩国航空基地に移転。
- 1998年（平成10年）12月8日：補給整備部門の組織改編。

1. 鹿屋工作所が「第1航空修理隊」に、八戸工作所が「第2航空修理隊」に改編され航空集団隷下に編入。
2. 各航空群隷下の支援整備隊と航空基地隊補給隊（硫黄島補給隊を除く）を統合し、整備補給隊に改編。

- 2001年（平成13年）6月27日：「航空施設隊」が廃止。「機動施設隊」を新編。
- 2008年（平成20年）3月26日：体制移行による航空部隊の大改編。

1. 固定翼哨戒機航空隊は8個隊を4個隊に改編。
2. 回転翼哨戒機航空隊は地方隊隷下の大湊、小松島、大村各航空隊を編入し、9個隊を5個隊に改編。
3. 回転翼救難飛行隊は教育航空集団隷下の救難飛行隊を含めた7個隊を6個隊に改編。

- 2018年（平成30年）4月2日：救難飛行隊の改編。

1. 第21航空群隷下の第73航空隊が廃止となり、第21航空隊に第213飛行隊及び硫黄島航空分遣隊が新編。
2. 第22航空群隷下の第72航空隊が廃止となり、第22航空隊に第224飛行隊及び鹿屋航空分遣隊が新編。

- 2020年（令和02年）10月1日：部隊改編に伴い、第31航空群隷下の第81航空隊と第91航空隊を統合し、第81航空隊を再編[4][5]。
- 2021年（令和03年）9月1日：創設60周年を迎える[6]。
- 2022年（令和04年）
  - 2月14日：大村航空基地所在の第22航空隊が保有するUH-60Jが除籍され、第224飛行隊が廃止[7]。
  - 4月1日：館山航空基地所在の第21航空隊が保有するUH-60Jが除籍され、第213飛行隊が廃止[8]。
- 2023年（令和05年）1月16日：第22航空群が保有するUH-60Jが除籍され、鹿屋航空分遣隊が廃止[9][10]。
- 2024年（令和06年）3月21日：第2航空修理隊を廃止[11]。

## 部隊編成
- 航空集団司令部（厚木航空基地）
- 第1航空群（鹿屋航空基地）：哨戒機P-1 約11機
  - 第1航空隊
  - 第1整備補給隊
  - 鹿屋航空基地隊
- 第2航空群（八戸航空基地）：哨戒機P-3C 約10機
  - 第2航空隊
  - 第2整備補給隊
  - 八戸航空基地隊
- 第4航空群（厚木航空基地）：哨戒機P-1 約10機
  - 第3航空隊
  - 第4整備補給隊
  - 厚木航空基地隊
  - 硫黄島航空基地隊
    - 南鳥島航空派遣隊
- 第5航空群（那覇航空基地）：哨戒機P-3C 約15機
  - 第5航空隊
  - 第5整備補給隊
  - 那覇航空基地隊
- 第21航空群（館山航空基地）
  - 第21航空隊（館山航空基地）
    - 第211飛行隊：艦載哨戒ヘリSH-60K
    - 第212飛行隊：艦載哨戒ヘリSH-60K
    - 硫黄島航空分遣隊（硫黄島航空基地）：SH-60K（救難仕様）

  - 第23航空隊（舞鶴航空基地）艦載哨戒ヘリSH-60K
    - 第231飛行隊
    - 第231整備補給隊
    - 舞鶴航空基地隊

  - 第25航空隊（大湊航空基地）艦載哨戒ヘリSH-60K
    - 第251飛行隊
    - 第251整備補給隊
    - 大湊航空基地隊

  - 第21整備補給隊（館山航空基地）
  - 館山航空基地隊
- 第22航空群（大村航空基地）
  - 第22航空隊（大村航空基地）：艦載哨戒ヘリSH-60J、SH-60K 約20機
    - 第221飛行隊
    - 第222飛行隊
    - 第223飛行隊

  - 第24航空隊（小松島航空基地）艦載哨戒ヘリSH-60K
    - 第241飛行隊
    - 第241整備補給隊
    - 小松島航空基地隊

  - 第22整備補給隊（大村航空基地）
  - 大村航空基地隊
- 第31航空群（岩国航空基地）
  - 第71航空隊：US-2による捜索・救助、離島等からの急患輸送（厚木航空基地：救難待機派遣機あり）
  - 第81航空隊
    - 第811飛行隊：EP-3による電子戦データの収集及びOP-3Cによる画像データ収集
    - 第812飛行隊：UP-3D、U-36Aによる射撃訓練支援・電子戦訓練支援

  - 第31整備補給隊
  - 標的機整備隊（江田島）：高速標的機の整備
  - 岩国航空基地隊
- 第51航空隊（厚木航空基地）：航空機等の試験評価および運用指導
- 第61航空隊（厚木航空基地）：C-130R、LC-90による輸送部隊
- 第111航空隊（岩国航空基地）：MCH-101による航空掃海・輸送部隊
- 第1航空修理隊（鹿屋航空基地）
- 航空管制隊（厚木航空基地）
- 機動施設隊（八戸航空基地）

## 主要幹部
| 官職名         | 階級    | 氏名     | 補職発令日     | 前職                                      |
| -------------- | ------- | -------- | -------------- | ----------------------------------------- |
| 航空集団司令官 | 海将    | 金嶋浩司 | 2024年08月02日 | 海上幕僚監部人事教育部長                  |
| 幕僚長         | 海将補  | 髙田哲哉 | 2024年08月02日 | 第5航空群司令                             |
| 訓練主任幕僚   | 1等海佐 | 岩政秀委 | 2025年08月01日 | 第31航空群司令部首席幕僚                  |
| 後方主任幕僚   | 1等海佐 | 山内省吾 | 2024年08月01日 | 海上幕僚監部防衛部装備体系課 装備体系班長 |

| 代 | 氏名       | 在任期間                | 出身校・期                        | 前職                                                             | 後職                 |
| -- | ---------- | ----------------------- | --------------------------------- | ---------------------------------------------------------------- | -------------------- |
| 01 | 山田龍人   | 1961.9.1 - 1963.4.30    | 海兵58期                          | 鹿屋航空隊司令 →1960.8.1 海上自衛隊幹部学校付 →1963.1.1 海将昇任 | 大湊地方総監         |
| 02 | 大野義高   | 1963.5.1 - 1964.12.15   | 海兵59期                          | 教育航空集団司令 →1964.7.6 海将昇任                              | 佐世保地方総監       |
| 03 | 相生高秀   | 1964.12.16 - 1965.12.15 | 海兵59期                          | 自衛艦隊幕僚長 →1965.1.1 海将昇任                                | 自衛艦隊司令官       |
| 4  | 岡本晴年   | 1965.12.16 - 1967.12.31 | 海兵60期                          | 海上自衛隊幹部候補生学校長                                       | 退職                 |
| 05 | 伊吹正一   | 1968.1.1 - 1968.12.31   | 海兵62期                          | 教育航空集団司令官                                               | 自衛艦隊司令官       |
| 06 | 内田 泰    | 1969.1.1 - 1971.1.15    | 海兵64期                          | 教育航空集団司令官 →1968.12.16 航空集団司令部付                  | 呉地方総監           |
| 07 | 安藤信雄   | 1971.1.16 - 1972.12.15  | 海兵65期                          | 教育航空集団司令官                                               | 呉地方総監           |
| 08 | 鮫島博一   | 1972.12.16 - 1973.11.30 | 海兵66期                          | 教育航空集団司令官                                               | 海上幕僚長           |
| 09 | 肥田真幸   | 1973.12.1 - 1975.6.30   | 海兵67期                          | 教育航空集団司令官                                               | 退職                 |
| 10 | 矢板康二   | 1975.7.1 - 1977.6.30    | 海兵69期                          | 自衛艦隊司令部幕僚長                                             | 退職                 |
| 11 | 宮澤正介   | 1977.7.1 - 1979.1.31    | 海兵71期                          | 教育航空集団司令官                                               | 退職                 |
| 12 | 門松安彦   | 1979.2.1 - 1980.2.14    | 海兵72期                          | 自衛艦隊司令部幕僚長                                             | 海上自衛隊幹部学校長 |
| 13 | 青野 壮    | 1980.2.15 - 1983.3.15   | 海兵73期                          | 自衛艦隊司令部幕僚長                                             | 退職                 |
| 14 | 重野正夫   | 1983.3.16 - 1984.1.16   | 海兵75期・ 中央大学 昭和27年卒    | 教育航空集団司令官 →1983.2.16 自衛艦隊司令部付                   | 佐世保地方総監       |
| 15 | 古閑健一郎 | 1984.1.17 - 1985.7.31   | 熊本大・ 3期幹候                  | 教育航空集団司令官                                               | 自衛艦隊司令官       |
| 16 | 東山収一郎 | 1985.8.1 - 1986.6.16    | 東京水産大・ 4期幹候              | 自衛艦隊司令部幕僚長                                             | 横須賀地方総監       |
| 17 | 寺井愛宕   | 1986.6.17 - 1987.7.6    | 海保大2期・ 6期幹候               | 教育航空集団司令官                                               | 横須賀地方総監       |
| 18 | 松本克彦   | 1987.7.7 - 1989.8.30    | 防大1期                           | 統合幕僚会議事務局第3幕僚室長                                    | 呉地方総監           |
| 19 | 岡田 毅    | 1989.8.31 - 1991.3.15   | 防大1期                           | 自衛艦隊司令部幕僚長                                             | 退職                 |
| 20 | 齊藤又三郎 | 1991.3.16 - 1992.3.15   | 防大2期                           | 教育航空集団司令官                                               | 退職                 |
| 21 | 岡田 孝    | 1992.3.16 - 1993.6.30   | 防大5期                           | 海上幕僚監部監察官                                               | 舞鶴地方総監         |
| 22 | 松本哲雄   | 1993.7.1 - 1995.6.29    | 防大5期                           | 統合幕僚会議事務局第3幕僚室長                                    | 退職                 |
| 23 | 杉山靖樹   | 1995.6.30 - 1996.6.30   | 防大8期                           | 教育航空集団司令官                                               | 呉地方総監           |
| 24 | 藤田幸生   | 1996.7.1 - 1997.6.30    | 防大9期                           | 教育航空集団司令官                                               | 海上幕僚副長         |
| 25 | 仲摩徹彌   | 1997.7.1 - 1998.6.30    | 防大10期                          | 教育航空集団司令官                                               | 呉地方総監           |
| 26 | 福谷 薫    | 1998.7.1 - 2000.3.29    | 防大12期                          | 海上幕僚監部人事教育部長                                         | 海上自衛隊幹部学校長 |
| 27 | 角田陽三   | 2000.3.30 - 2002.3.21   | 防大11期                          | 教育航空集団司令官                                               | 退職                 |
| 28 | 小串 茂    | 2002.3.22 - 2003.3.26   | 防大13期                          | 教育航空集団司令官                                               | 呉地方総監           |
| 29 | 高橋 亨    | 2003.3.27 - 2005.3.27   | 陸自生徒7期・ 神奈川大・ 21期幹候 | 海上幕僚監部監察官                                               | 退職                 |
| 30 | 赤星慶治   | 2005.3.28 - 2007.3.27   | 防大17期                          | 横須賀地方総監部幕僚長                                           | 佐世保地方総監       |
| 31 | 松岡貞義   | 2007.3.28 - 2009.3.23   | 防大18期                          | 大湊地方総監                                                     | 横須賀地方総監       |
| 32 | 倉本憲一   | 2009.3.24 - 2010.7.24   | 防大19期                          | 教育航空集団司令官                                               | 自衛艦隊司令官       |
| 33 | 畑中裕生   | 2010.7.25 - 2012.12.4   | 防大22期                          | 海上自衛隊幹部学校長                                             | 退職                 |
| 34 | 重岡康弘   | 2012.12.4 - 2014.3.27   | 防大25期                          | 佐世保地方総監部幕僚長                                           | 海上幕僚副長         |
| 35 | 佐藤 誠    | 2014.3.28 - 2015.8.3    | 防大26期                          | 佐世保地方総監部幕僚長                                           | 海上自衛隊補給本部長 |
| 36 | 眞木信政   | 2015.8.4 - 2017.7.31    | 防大26期                          | 統合幕僚監部報道官                                               | 退職                 |
| 37 | 杉本孝幸   | 2017.8.1 - 2018.12.19   | 防大29期                          | 横須賀地方総監部幕僚長                                           | 呉地方総監           |
| 38 | 園田直紀   | 2018.12.20 - 2020.12.21 | 防大31期                          | 海上幕僚監部人事教育部長                                         | 呉地方総監           |
| 39 | 二川達也   | 2020.12.22 - 2022.7.31  | 防大32期                          | 大湊地方総監                                                     | 統合幕僚学校長       |
| 40 | 松本 完    | 2022.8.1 - 2024.8.1     | 防大35期                          | 横須賀地方総監部幕僚長                                           | 海上自衛隊補給本部長 |
| 41 | 金嶋浩司   | 2024.8.2 -              | 防大36期                          | 海上幕僚監部人事教育部長                                         |                      |